# Ivan Durnovo
Ivan Nikolajevitj Durnovo (ryska: Иван Николаевич Дурново), född 13 mars (gamla stilen: 1 mars) 1834 i guvernementet Tjernigov, död 11 juni (gamla stilen: 29 maj) 1903 nära Berlin under en järnvägsresa, var en rysk ämbetsman och politiker.
Durnovo tjänstgjorde en tid som artilleriofficer, blev sedan adelsmarskalk i sin hemtrakt och 1871 guvernör i Jekaterinoslav. År 1882 blev han adjoint hos inrikesministern Dmitrij Tolstoj och var 1889–95 själv inrikesminister. Hans ämbetstid som inrikesminister utmärktes väsentligen av byråkratiska försök att förkväva det uppspirande självständiga kommunala livet i städerna och zemstvoinstitutionerna. Vid sin avgång erhöll han den då betydelselösa honnörsposten som ministerkommitténs president. 